# Clisthenes van Sicyon
Clisthenes was een Grieks staatsman uit Sicyon, die leefde in de 6e eeuw v.Chr.. Hij was een belangrijk lid van de dynastie der Orthagoriden.
Hij was van ± 600 v.Chr. tot ± 570 v.Chr. tiran van zijn vaderstad Sicyon, waar hij door een paleisrevolutie aan de macht kwam, daarbij steunend op het niet-Dorische deel van de bevolking. Zijn bewind bracht grote welvaart in Sicyon. Hij speelde een belangrijke rol in de Eerste Heilige Oorlog, en de daarin behaalde buit wendde hij aan ter verfraaiing van zijn stad. 
Clisthenes was bovendien een sportieve figuur die zowel in de Pythische als in de Olympische Spelen belangrijke overwinningen in de wacht sleepte bij het wagenrennen. Zijn dochter Agariste trouwde in ± 573 v.Chr. met de Athener Megacles (een beroemd verhaal uit het werk van Herodotus); hun zoon was Clisthenes van Athene.
- Virtual International Authority File: 156159474047027660432